# Église Saint-Claude de Sigonce
L'église Saint-Claude, placée sous l'invocation de saint Claude, est une église de style roman située sur la commune de Sigonce dans le département des Alpes-de-Haute-Provence en France.

## Histoire
Inscrit au titre des Monuments historiques par arrêté du 29 mars 1967.

## Architecture
L'église est de style roman. 